# FK Banga
FK Banga is een Litouwse voetbalclub uit Gargždai.
De club werd oorspronkelijk in 1966 opgericht en in 2006 heropgericht. In 2009 promoveerde de club naar de A Lyga omdat FBK Kaunas en FK Atlantas zich vrijwillig hadden teruggetrokken. In 2014 degradeerde de club naar de 1 Lyga.
In 2011, 2014 en 2019 bereikte de club de finale om de Beker van Litouwen maar verloor beide keren.

## Erelijst
- A Lyga

Eindklassering: 2020 (4e)
- Beker van Litouwen

Winnaar: 2024
Finalist: 2011, 2014, 2019
- Litouwse Supercup

Winnaar:
Finalist:

## Seizoen na seizoen
| Seizoen | Niveau | Liga                 | Plaats | Webplaats | Opmerkingen |
| ------- | ------ | -------------------- | ------ | --------- | ----------- |
| 2004    | 3.     | Antra lyga (Vakarai) | 3.     | @         |             |
| 2005    | 3.     | Antra lyga (Vakarai) | 5.     | @         | promoveerde |
| 2006    | 2.     | Pirma lyga           | 12.    | @         |             |
| 2007    | 2.     | Pirma lyga           | 6.     | @         |             |
| 2008    | 2.     | Pirma lyga           | 4.     | @         | promoveerde |
| 2009    | 1.     | A lyga               | 6.     | @         |             |
| 2010    | 1.     | A lyga               | 6.     | @         |             |
| 2011    | 1.     | A lyga               | 6.     | @         |             |
| 2012    | 1.     | A lyga               | 6.     | @         |             |
| 2013    | 1.     | A lyga               | 6.     | @         |             |
| 2014    | 1.     | A lyga               | 9.     | @         | degradeerde |
| 2015    | 2.     | Pirma lyga           | 3.     | @         |             |
| 2016    | 2.     | Pirma lyga           | 6.     | @         |             |
| 2017    | 2.     | Pirma lyga           | 2.     | @         |             |
| 2018    | 2.     | Pirma lyga           | 3.     | @         |             |
| 2019    | 2.     | Pirma lyga           | 2.     | @         | promoveerde |
| 2020    | 1.     | A lyga               | 4.     | @         |             |
| 2021    | 1.     | A lyga               | 7.     | @         |             |
| 2022    | 1.     | A lyga               | 8.     | @         |             |
| 2023    | 1.     | A lyga               | 6.     | @         |             |
| 2024    | 1.     | A lyga               | 5.     | @         |             |
| 2025    | 1.     | A lyga               | .      | @         |             |

## In Europa
#Q = #kwalificatieronde, T/U = Thuis/Uit, W = Wedstrijd, PUC = punten UEFA coëfficiënten .
Uitslagen vanuit gezichtspunt FK Banga
| Seizoen | Competitie        | Ronde | Land                  | Club            | Totaalscore | 1e W    | 2e W    | PUC |
| ------- | ----------------- | ----- | --------------------- | --------------- | ----------- | ------- | ------- | --- |
| 2011/12 | Europa League     | 1Q    | Vlag van Azerbeidzjan | FK Qarabağ      | 0-7         | 0-4 (T) | 0-3 (U) | 0.0 |
| 2014/15 | Europa League     | 1Q    | Vlag van Ierland      | Sligo Rovers FC | 0-4         | 0-0 (T) | 0-4 (U) | 0.5 |
| 2025/26 | Conference League | 2Q    | Vlag van Noorwegen    | Rosenborg BK    | 0-7         | 0-5 (U) | 0-2 (T) | 0.0 |

Totaal aantal punten voor UEFA Coëfficiënten: 0.5
Zie ook
- Deelnemers UEFA-toernooien Litouwen
- Ranglijst van alle clubs die in de diverse Europa Cups zijn uitgekomen

## Bekende (ex-)spelers
- Arminas Narbekovas